# Praski zegar astronomiczny

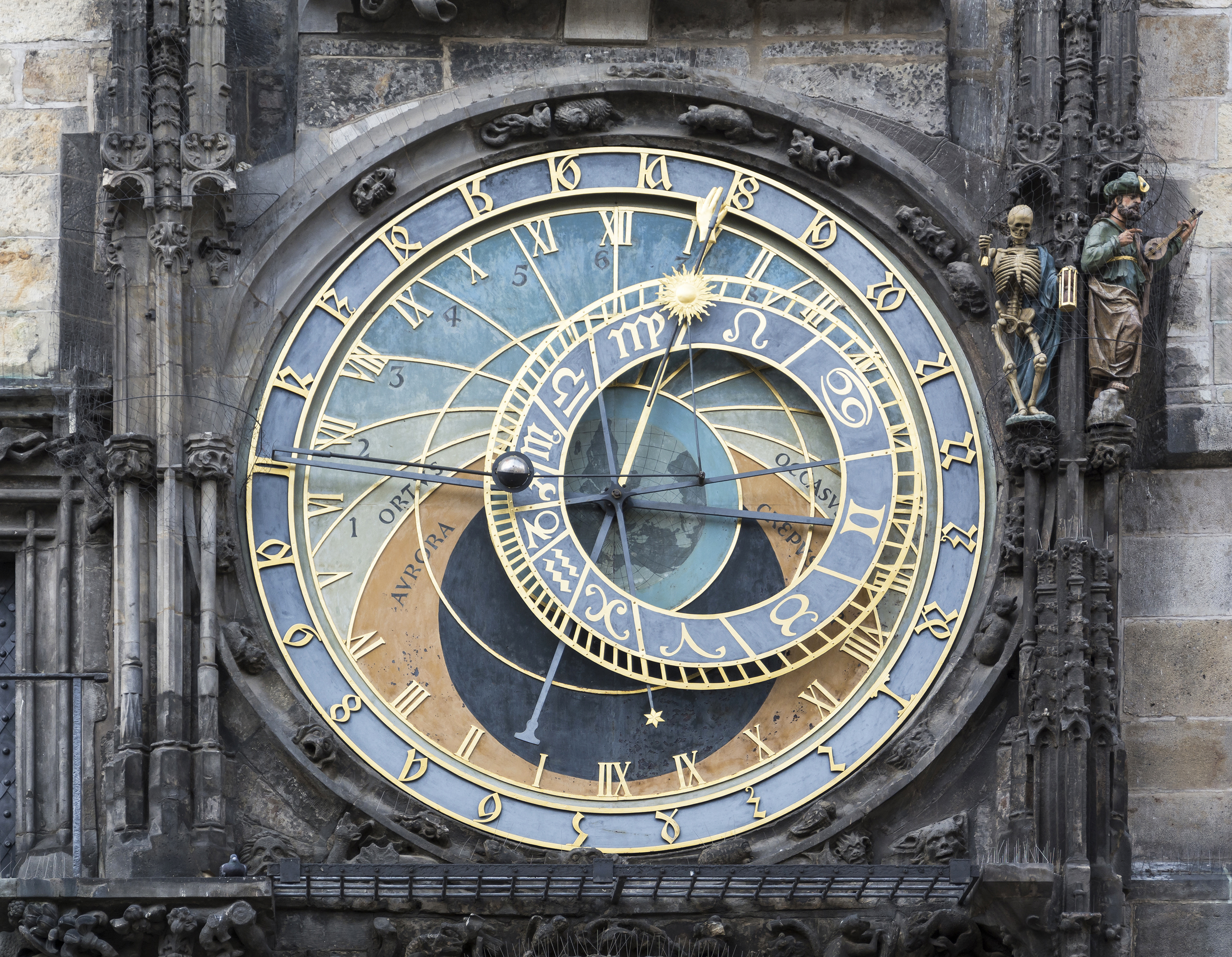
Część astronomiczna zegara

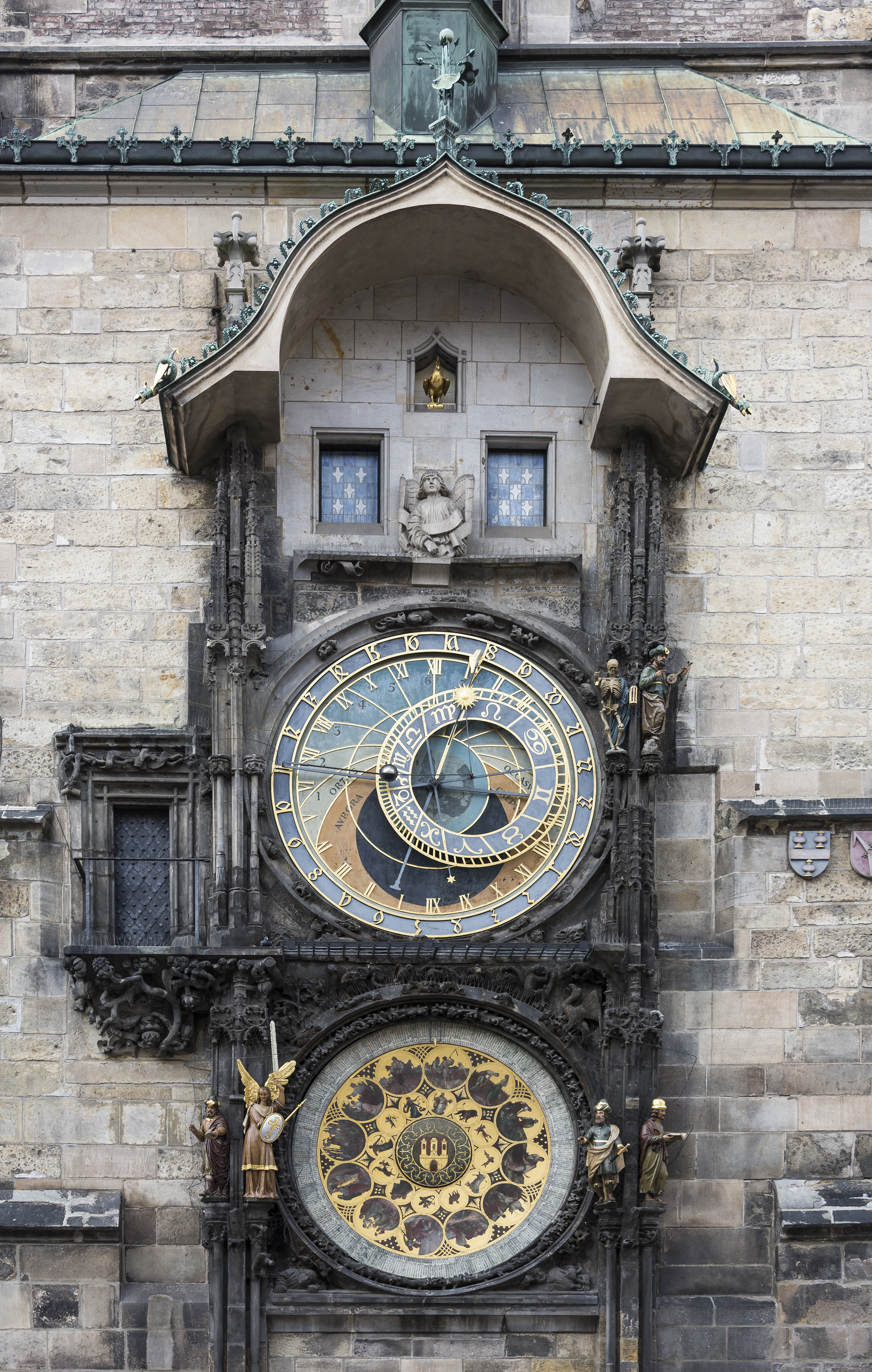
Widok całego zegara

Praski zegar astronomiczny lub praski Orloj (cz. Pražský orloj, Staroměstský orloj) – średniowieczny zegar astronomiczny, znajdujący się na południowej ścianie Ratusza Staromiejskiego (cz. Staroměstská radnice) w Pradze. 

## Opis

Animacja działania praskiego zegara astronomicznego.

Skonstruowany w 1410 roku przez zegarmistrza Mikołaja z Kadania i matematyka, prof. Jana Sindla, a według legendy ukończył go mistrz Hanusz oślepiony następnie przez władze miasta. Zegar jest jednym z najbardziej znanych zegarów astronomicznych na świecie i popularną atrakcją turystyczną. Zegar składa się z trzech głównych części: astronomicznej - pokazującej położenie ciał niebieskich, kalendarzowej – z medalionami reprezentującymi miesiące i animacyjnej – z ruchomymi figurkami dwunastu apostołów i wyobrażeniami Śmierci, Turka, Marności i Chciwości. 